# مظاهرات جامعة جنوب كاليفورنيا المؤيدة لفلسطين 2024
انطلقت مظاهرات في جامعة جنوب كاليفورنيا في 24 أبريل 2024 مؤيدة لفلسطين. وقد اعتقلت شرطة لوس أنجلوس 93 متظاهر في أول ليلة من التظاهرات.
أعلنت جامعة جنوب كاليفورنيا أنها ستلغي حفل التخرج الرئيسي. كما أعلنت الجامعة لاحقًا أنها ستعقد حدث "عائلة طروادة" للخريجين في مدرج لوس أنجلوس التذكاري. حدد موعد الحدث في 9 مايو، أي قبل يوم واحد من الموعد المقرر للتخرج.
داهم حوالي مائة من ضباط شرطة لوس أنجلوس مكان الاعتصام وأزالته في حوالي الساعة 4:00 صباحًا يوم الأحد 5 مايو. ولم يعتقل أحد.